# Seamus Heaney
Seamus Heaney (Londonderry, 13 de abril de 1939 — Dublin, 30 de agosto de 2013) foi um poeta e escritor irlandês.
Foi agraciado com o Nobel de Literatura de 1995. Nascido na Irlanda do Norte, Heaney é considerado, junto a William Butler Yeats, Bernard Shaw e Samuel Beckett, como um dos maiores poetas entre as Irlandas. Era citado frequentemente nos discursos de Bill Clinton.
Tinha como características marcantes em seus versos a força de seu lirismo, a defesa de autonomia da Irlanda do Norte e a presença de motivos épicos e gregos em suas obras.
Foi professor nas universidades de Oxford e Harvard, ensaísta de reconhecida importância e grande tradutor de poesia, além de também ter sido dramaturgo. Entre suas obras mais conhecidas está Death of a Naturalist (1966), seu primeiro livro publicado, North (1975) e The Haw Lantern (1987). Heaney foi e ainda é reconhecido como um dos principais contribuintes para a poesia da Irlanda e da língua inglesa em geral. 

## Obras

### Poesia: principais coletâneas
- 1966: Death of a Naturalist, Faber & Faber
- 1969: Door into the Dark, Faber & Faber
- 1972: Wintering Out, Faber & Faber
- 1975: North, Faber & Faber
- 1979: Field Work, Faber & Faber
- 1984: Station Island, Faber & Faber
- 1987: The Haw Lantern, Faber & Faber
- 1991: Seeing Things, Faber & Faber
- 1996: The Spirit Level, Faber & Faber
- 2001: Electric Light, Faber & Faber
- 2006: District and Circle, Faber & Faber
- 2010: Human Chain, Faber & Faber

### Poesia: edições seleccionadas
- 1980: Selected Poems 1965-1975, Faber & Faber
- 1990: New Selected Poems 1966-1987, Faber & Faber
- 1998: Opened Ground: Poems 1966-1996, Faber & Faber
- 2014: New Selected Poems 1988-2013, Faber & Faber

### Prosa: principais coletâneas
- 1980: Preoccupations: Selected Prose 1968–1978, Faber & Faber
- 1988: The Government of the Tongue, Faber & Faber
- 1995: The Redress of Poetry: Oxford Lectures, Faber & Faber

### Prosa: edições seleccionadas
- 2002: Finders Keepers: Selected Prose 1971–2001, Faber & Faber

### Peças de teatro
- 1990: The Cure at Troy: A version of Sophocles' Philoctetes, Field Day
- 2004: The Burial at Thebes: A version of Sophocles' Antigone, Faber & Faber

### Traduções
- 1983: Sweeney Astray: A version from the Irish, Field Day
- 1992: Sweeney's Flight (with Rachel Giese, photographer), Faber & Faber
- 1993: The Midnight Verdict: Translations from the Irish of Brian Merriman and from the Metamorphoses of Ovid, Gallery Press
- 1995: Laments, a cycle of Polish Renaissance elegies by Jan Kochanowski, translated with Stanisław Barańczak, Faber & Faber
- 1999: Beowulf, Faber & Faber
- 1999: Diary of One Who Vanished, a song cycle by Leoš Janáček of poems by Ozef Kalda, Faber & Faber
- 2002: Hallaig, Sorley MacLean Trust
- 2002: Arion, a poem by Alexander Pushkin, translated from the Russian, with a note by Olga Carlisle, Arion Press
- 2004: The Testament of Cresseid, Enitharmon Press
- 2004: Columcille The Scribe, The Royal Irish Academy
- 2009: The Testament of Cresseid & Seven Fables, Faber & Faber
- 2013:  The Last Walk, Gallery Press
- 2016:  "Aeneid: Book VI", Faber & Faber[2]

#### Livros publicados em Portugal
- Luz Eléctrica / Electric Light (edição bilingue), Quasi Edições (2003)
- Poemas, Companhia das Letras (2000)
- Antologia Poética, Campo das Letras (1998)

Livros publicados no Brasil
- Poemas, Companhia das Letras (1998) — Tradução de José Antonio Arantes
- 100 poemas, Isto Edições (2023) — Tradução de Luci Collin